# Theodor Wilhelm Fresenius

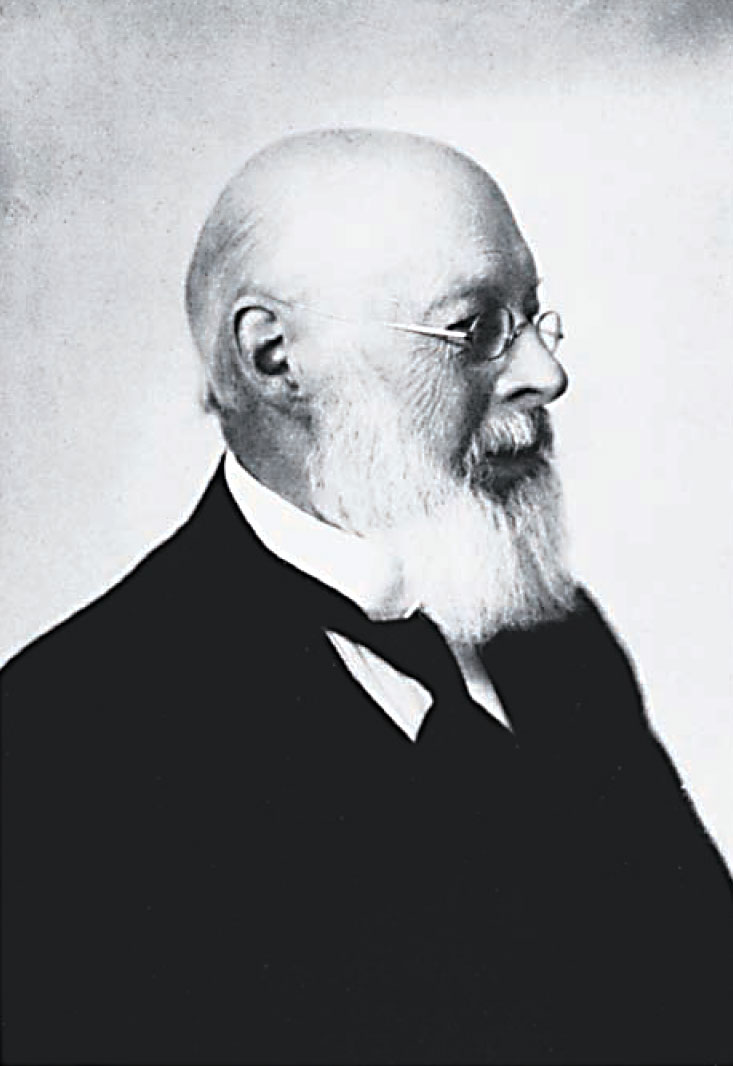
Theodor Wilhelm Fresenius

Theodor Wilhelm Fresenius (* 1. Juli 1856 in Wiesbaden; † 2. April 1936 ebenda) war ein deutscher Chemiker. Er war einer der Leiter des Fresenius-Labors für Analytische Chemie.

## Leben
Fresenius war der Sohn von Carl Remigius Fresenius und von Charlotte Rumpf, einer Tochter des  Literaturwissenschaftlers Friedrich Karl Rumpf. Er studierte im Labor seines Vaters und an der Universität Straßburg. 1880 trat er in das Labor seines  Vaters ein und widmete sich dort besonders der Weinanalyse. Außerdem leitete er einen Großteil des Unterrichts (zahlreiche Chemiker ließen sich dort unabhängig von ihrer Universitätsausbildung in analytischer Chemie schulen). 1897 übernahm er nach dem Tod seines Vaters mit seinem Bruder Heinrich Fresenius und seinem Schwager Ernst Hintz die Leitung des Fresenius-Labors und gab gemeinsam mit ihnen die Zeitschrift für Analytische Chemie heraus. Er gründete die Fachgruppe Analytische Chemie im Verein Deutscher Chemiker. Er hatte den Professorentitel.
Fresenius erhielt 1934 die Joseph-König-Gedenkmünze des Vereins Deutscher Lebensmittelchemiker. 1888 wurde er Mitglied der Leopoldina.
Er war in der evangelischen Kirche aktiv, Vorsitzender der Gesamtkirchengemeinde Wiesbaden und in der Bekennenden Kirche.

## Familie
Fresenius verheiratete sich am 10. August 1884 in Hildesheim mit Konradine Charlotte Elisabeth (Lili) Dyes (* 4. November 1860 in Bremen; † 12. September 1923 in Wiesbaden), die Tochter des Kaufmanns und Generalkonsuls in Bremen Ludwig Gottfried Dyes und der Charlotte Konradine (geb. Droege). Aus der Ehe stammen Kinder. Von diesen kennt man:
1. Sohn Remigius Ludwig Fresenius (* 2. Februar 1886 in Wiesbaden; † 4. Juli 1936 ebenda) besuchte das Gymnasium in Wiesbaden und das chemische Laboratorium ebenda, studierte an der Uni. München und der Uni. Berlin, 1911 Dr. phil., 1911 bis 1919 Mitarbeiter im Reichsgesundheitsamt, Mitinhaber des chemischen Laboratoriums Fresenius Wiesbaden, ⚭ 29. August 1912 mit Beate Sophie Luise von Rosencrantz (* 11. März 1884 in Trolle-Ljungby/Schweden), Tochter des Landwirts Frederik Ludwig Carl Henrich von Rosencrantz (* 8. Juli 1853 in Gustavsborg/Schweden) u. d. Helga Auguste Laura Hedwig (Geb. Petersen; * 29. Dezember 1856 in Slagelse/Dänemark; † 25. Januar 1913 in Odense/Dänemark)
2. Tochter Charlotte Konradine Elisabeth (Ilse) Fresenius (* 7. Juni 1887 in Wiesbaden; † 26. Februar 1929 in Eutin bei Lübeck), ⚭ 14. Mai 1913 in Wiesbaden mit dem Arzt in Eutin Dr. med. Heinrich Claus Theodor Harms (* 11. Dezember 1885 in Neumünster/Holstein), Er ⚭ II. mit Frieda Wissau (* 4. Juli 1896 in Flensburg),
3. Sohn August Wilhelm Albert Fresenius (* 16. Oktober 1889 in Wiesbaden; † 1. Dezember 1903 in Haubinda/Thüringen) Schüler in Haubinda,
4. Sohn Heinrich Karl Konrad Hermann Fresenius (* 1. April 1892 in Wiesbaden; † 18. Januar 1893 ebenda)
5. Tochter Carlotte Auguste Fresenius (* 16. Oktober 1894 in Wiesbaden; † 4. Juli 1904 ebenda)
6. Tochter Luise Margarethe Fresenius (* 22. Dezember 1895 in Wiesbaden), wurde kirchlich soziale Jugendpflegerin,
7. Sohn Friedrich August Felix Fresenius (* 2. November 1898 in Wiesbaden; † 2. August 1928 in Berlin), Dr. jur., 1926 Oberleutnant der Reichswehr

## Schriften
- Anleitung zur chemischen Analyse des Weines, München: J. Bergmann, 3. Auflage 1922
- mit Carl Remigius Fresenius: Anleitung zur qualitativen chemischen Analyse, 17. Auflage, Vieweg 1919 (völlige Neubearbeitung des Buchs seines Vaters)